# Lesní komplex Dong Phayayen–Khao Yai
Lesní komplex Dong Phayayen–Khao Yai je název jedné z lokalit světového přírodního dědictví UNESCO, která sestává z pěti chráněných území v jihovýchodním Thajsku. Tato lokalita má souhrnnou rozlohu 6155 km² a zasahuje na území thajských provincií Saraburi, Nakhon Nayok, Nakhon Rachisima, Prachinburi, Srakaew a Burirum na pomezí regionů Isán a Východní Thajsko. Má protáhlý tvar táhnoucí se ve směru západ-východ v délce přibližně 230 km. 

## Popis
Chráněná území se rozprostírají v pohořích Dong Phaya Yen a Sankamphaeng, podél jižního okraje rozlehlé náhorní plošiny Korat, která zde přechází srázem Phanom Dongrek do centrální thajské nížiny. Průměrný roční srážkový úhrn je 2270 mm v části Khao Yai (západ), zatímco ve východní části to je 1000 mm. Většina srážek spadne v monzunovém období mezi květnem a říjnem. Jižní část je většinou vlhčí (povodí Bang Pakongu), severní sušší (povodí Mekongu). Průměrná roční teplota je 23 °C.
Zdejší fauna čítá na 800 druhů, v biomu tropického stále zeleného lesa žije např. slon indický, tygr indočínský, makak vepří, makak medvědí, medvěd malajský, dhoul a cibetka skvrnitá. V tropickém střídavě vlhkém lese žijí banteng, dikobraz krátkoocasý, levhart obláčkový, serau velký i gaur siamský. Vyskytuje se zde celá řada plazů a obojživelníků, ptáků a motýlů.
Chráněné území má problémy s nelegální těžbou dřeva, především druhu Dalbergia cochinchinensis, s pytláctvím a rozvojem infrastruktury.

## Přehled území
| Území                             | Rozloha    | Geodata (OSM) |
| --------------------------------- | ---------- | ------------- |
| národní park Khao Yai             | 216 800 ha | OSM, WMF      |
| národní park Thap Lan             | 223 600 ha | OSM, WMF      |
| národní park Pang Sida            | 84 400 ha  | OSM, WMF      |
| národní park Ta Phraya            | 59 400 ha  | OSM, WMF      |
| útočiště divokého života Dong Yai | 31 300 ha  | OSM, WMF      |

## Fotogalerie

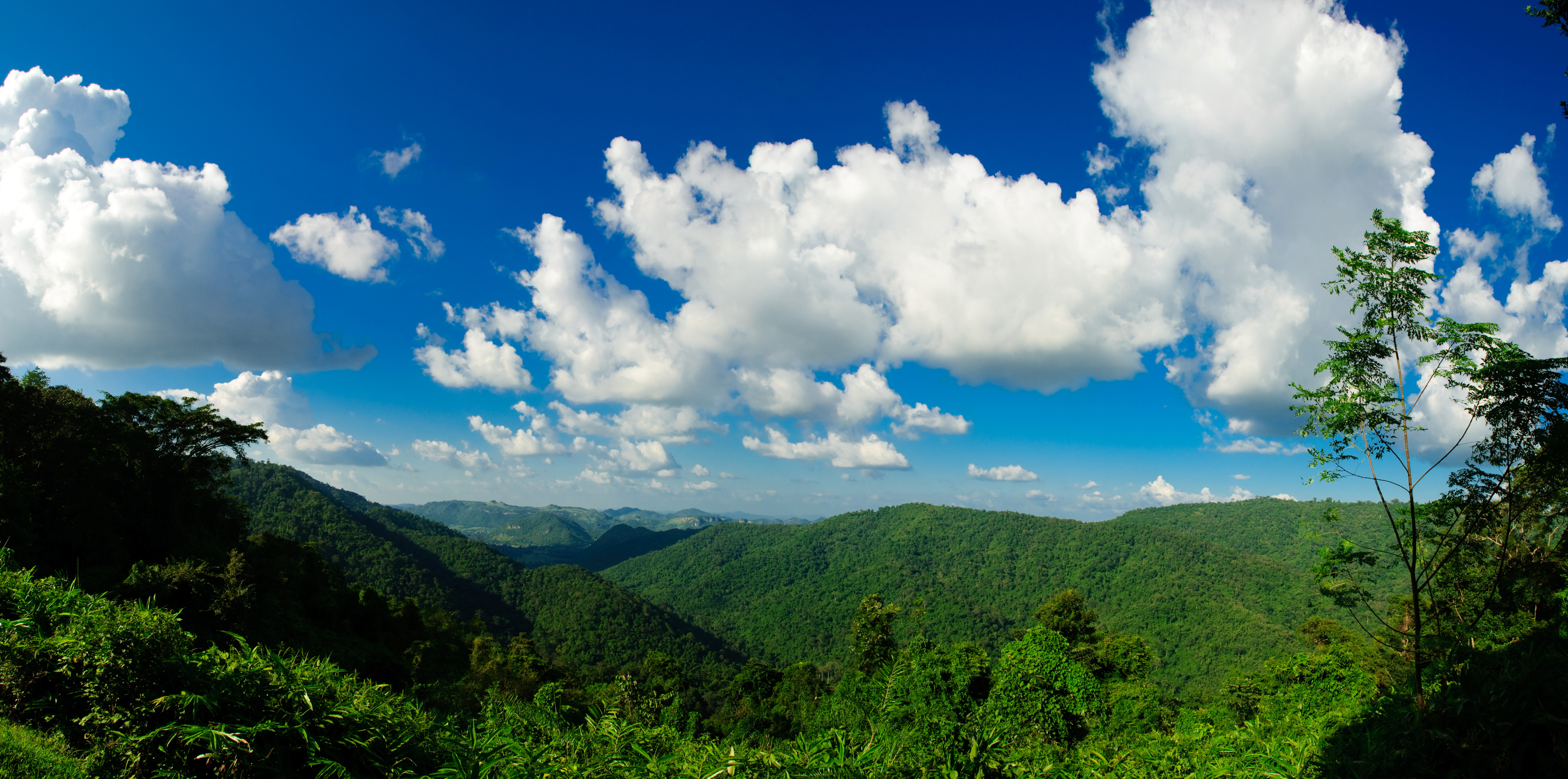
Khao Yai
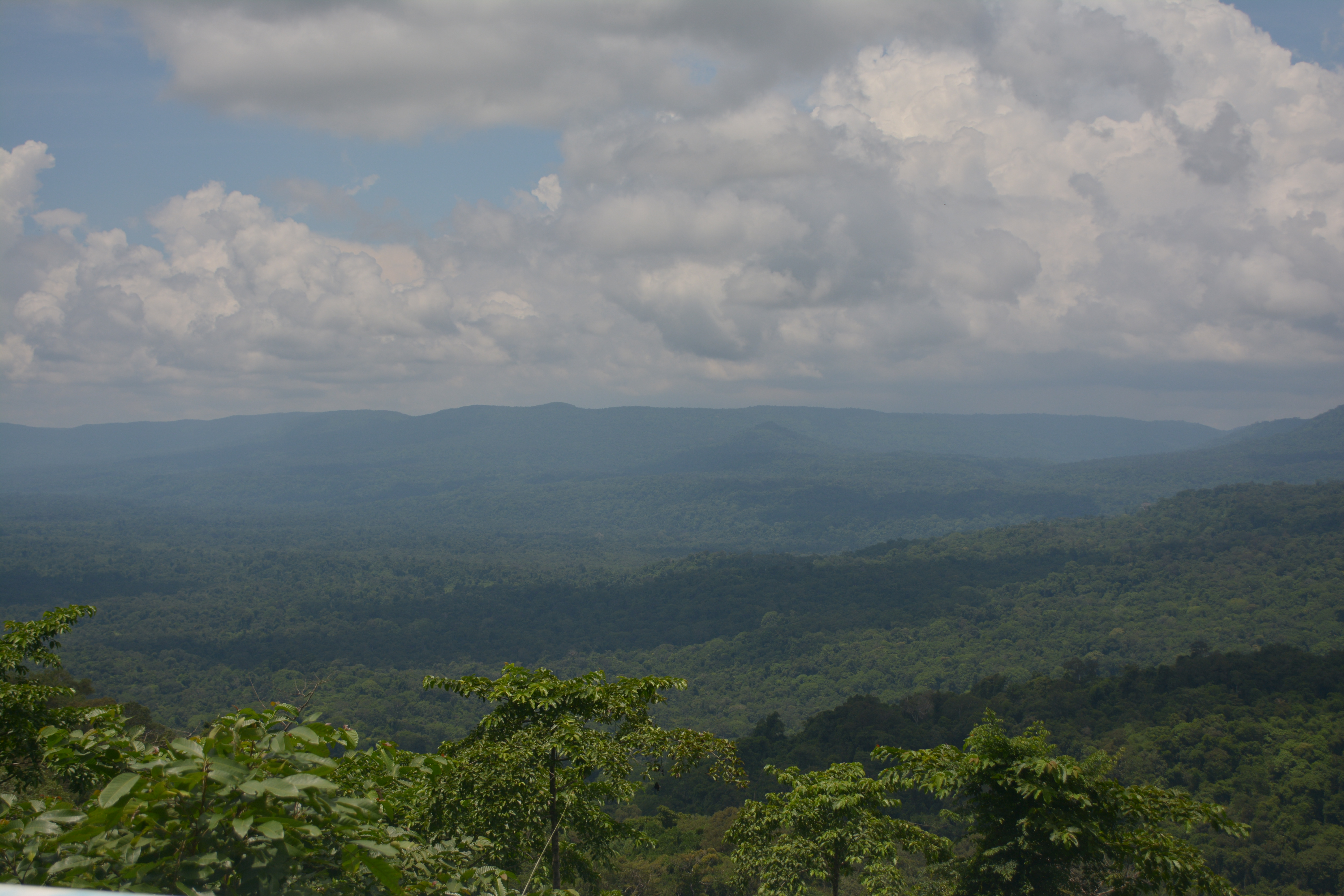
Pang Sida
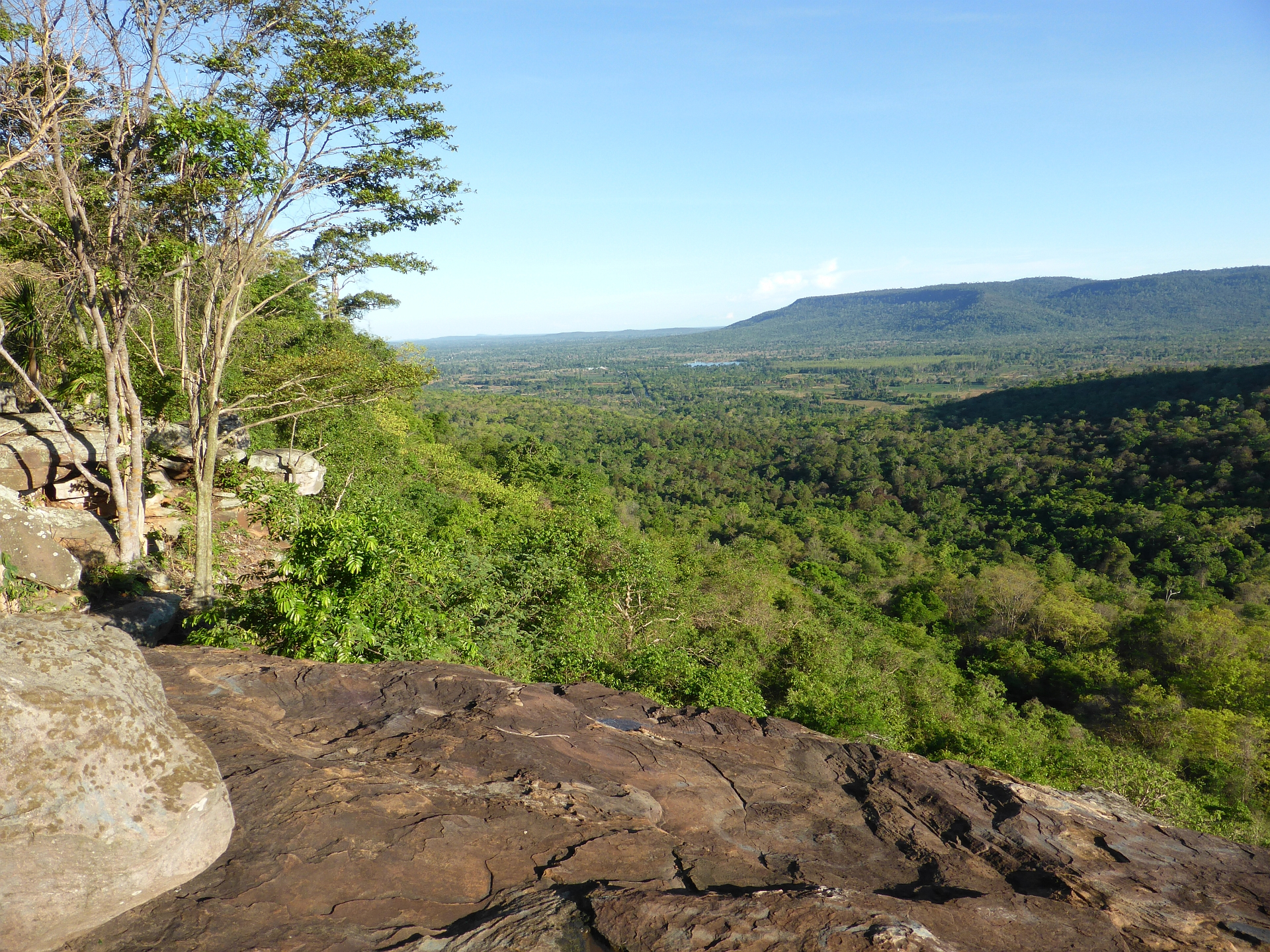
Ta Phraya
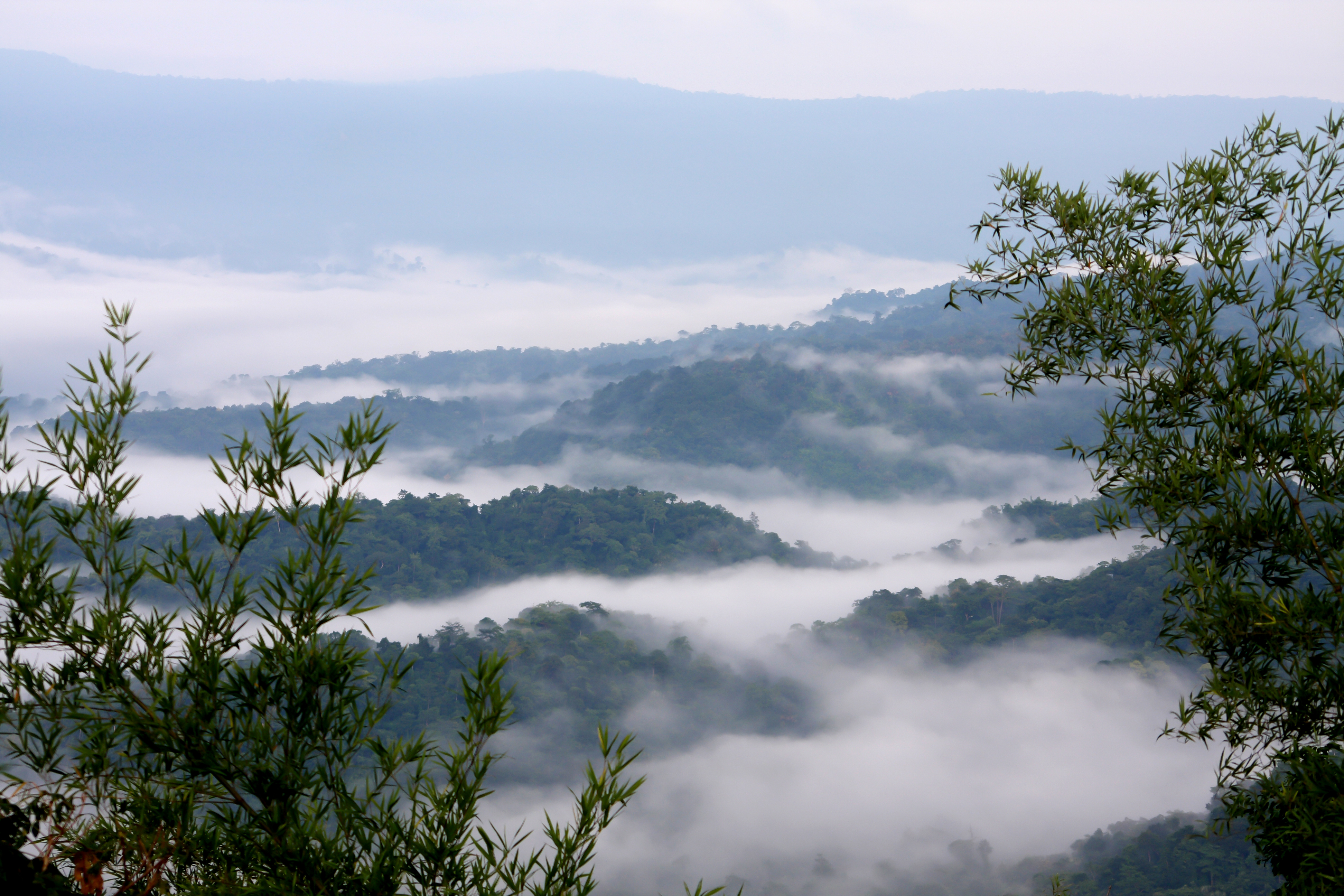
Thap Lan
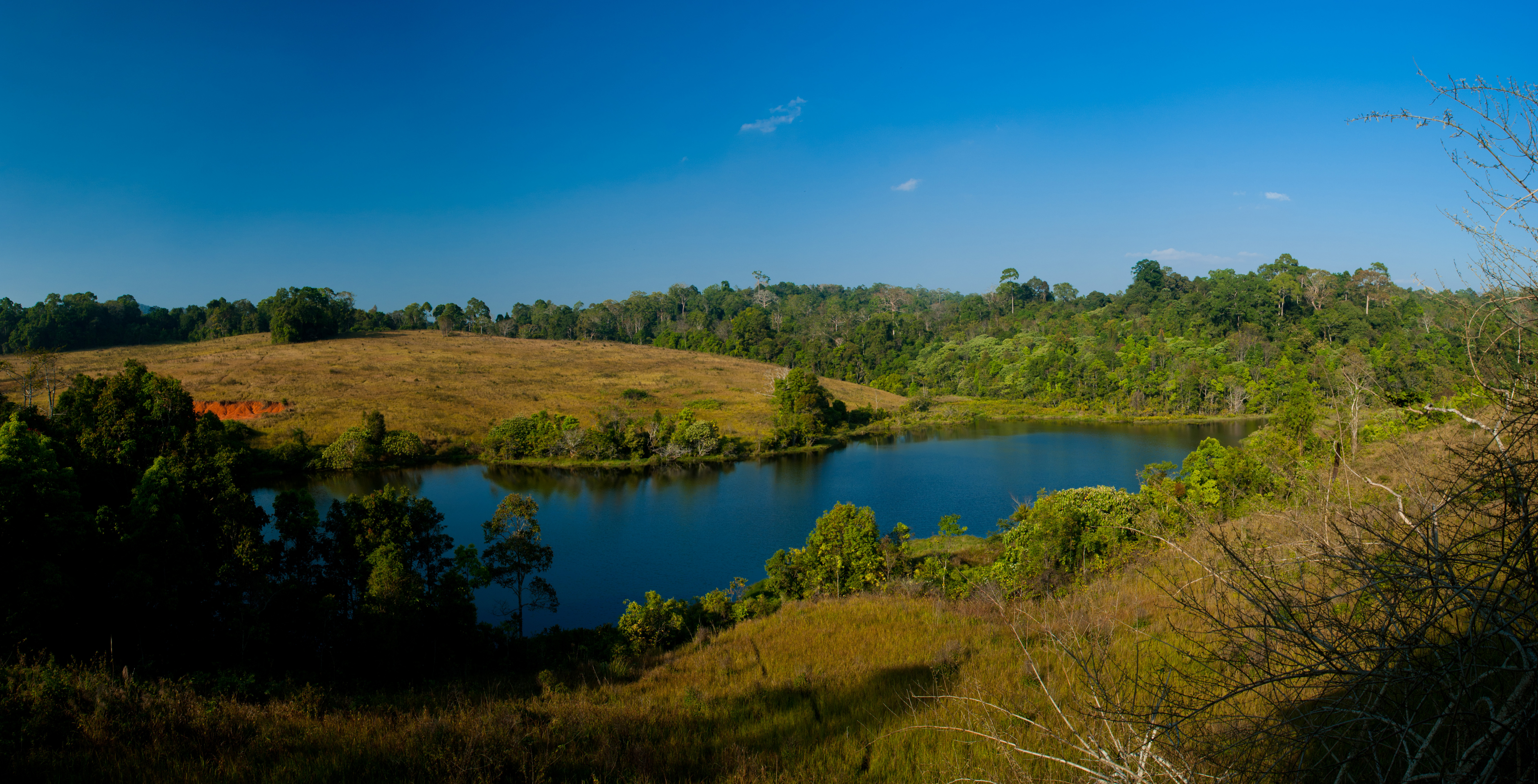
Khao Yai